# اندیس ایستگاه اقبالیه
ایستگاه اقبالیه یک اندیس فلزی است که در حوالی شهر سلماس استان آذربایجان غربی قرار دارد و مادهٔ معدنی موجود در آن، مس است.  